# Editalia
Editalia S.p.A. è una casa editrice italiana che opera anche nel settore della vendita di multipli di opere d'arte e della numismatica. È una società posseduta al 99% dall'Istituto Poligrafico e Zecca dello Stato S.p.A..

## Storia

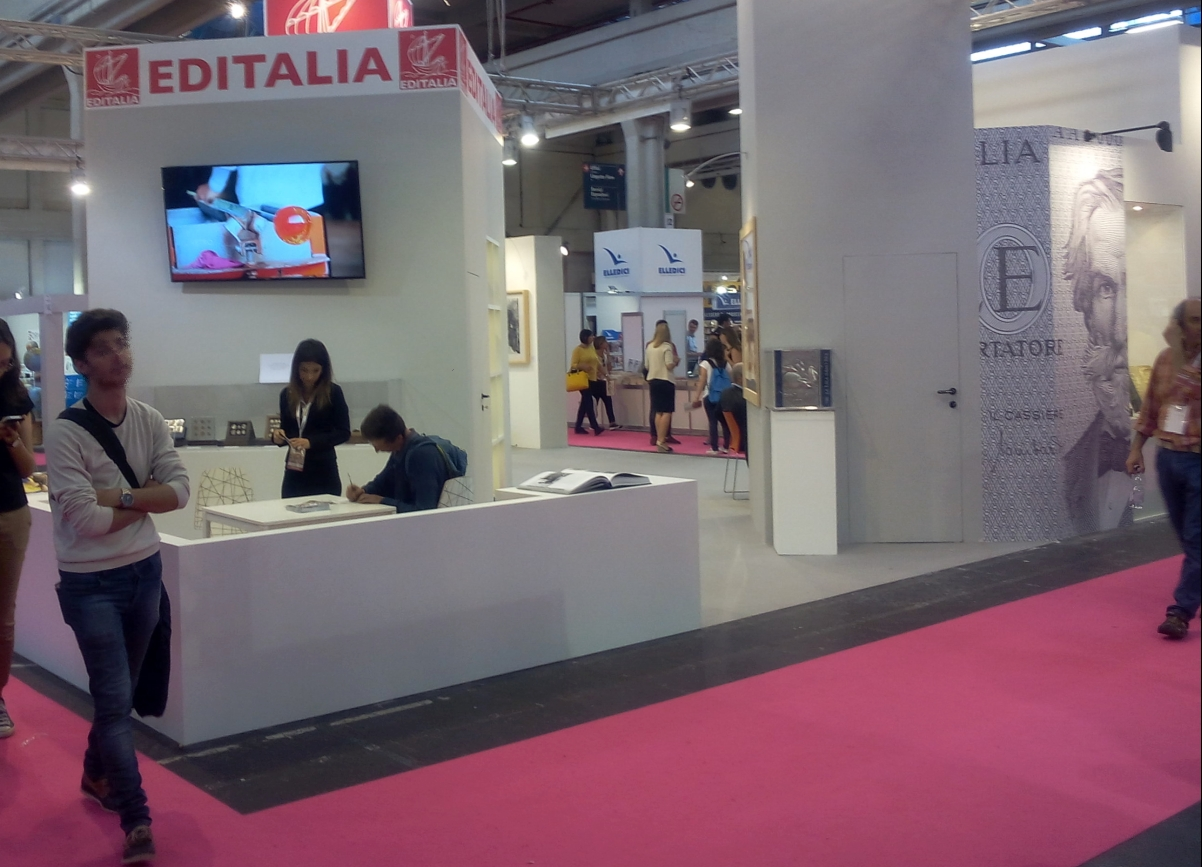
Salone del libro 2017: stand Editalia

Nasce nel 1952 fondata da Lidio Bozzini, che nel 1991 la vende a IPZS e assume l'attuale denominazione. Editalia inizia la propria attività come casa editrice, ma nel 2005 si fonde con la Sipleda un'altra società del Gruppo Poligrafico estendendo la propria attività alla commercializzazione di opere d'arte, di medaglie e di riproduzioni di monete.
Nel 2017, a seguito dell'operazione di scissione parziale, attraverso la vendita all'Istituto della Enciclopedia Italiana dell'attività commerciale di Editalia, conseguentemente al trasferimento del ramo d'azienda denominato "Settore Servizi Generali Amministrativi", il Poligrafico ha avviato il progetto di razionalizzazione delle giacenze editoriali pervenute dalla casa editrice.
Dapprima come Editalia S.p.A., nel seguito anche come Editalia o Treccani Reti, poi con la denominazione Treccani Reti S.p.A. (2018) è divenuta una società del Gruppo Treccani assieme alla Treccani Scuola.

### Galleria d'arte
La Galleria Editalia, fondata da Piero Sadun con Bozzini e parte integrante della casa editrice originaria, oggi galleria Edieuropa Qui Arte Contemporanea – da ricondursi all'uscita del primo numero della rivista "QUI arte contemporanea" –, continua ad operare a Roma. 

## Bilanci
Editalia nel 2003 ha ottenuto 2,42 milioni di euro di ricavi, un EBIT negativo di 17,91 milioni, una perdita di 18,56 milioni.
Dieci anni più tardi, il progetto di Bilancio, alla data del 31 dicembre 2014, si è chiuso con una raccolta netta pari a 28.093.000 di euro (-6,6% verso anno precedente e -0,7% vs. budget), ricavi per 26.311.000 di euro (-5,5% vs. Anno Precedente e +0,7% vs. budget) e un EBITDA positivo per 1.680.000 di euro (2.026.000 nel 2013, 1.439.000 a budget). Nell'anno 2014 sono stati effettuati accantonamenti per 1.591.000 di euro in linea con l'anno 2013 (1.604.000 di euro) che aveva però beneficiato di rilasci fondi/adeguamenti per 508.000 di euro rispetto ai 172.000 del 2014. L’insieme di tali elementi ha generato una perdita ante imposte pari a -429.000 di euro (+267.000 nel 2013) e una perdita di esercizio di -595.000 di euro (+59.000 nel 2013).

## Dati societari
- Ragione sociale: Editalia S.p.A.
- Sede societaria: Viale Gottardo, 146 - 00141 Roma
- Partita Iva: 00878851005
- Codice Fiscale: 00396050585